# Caxixi

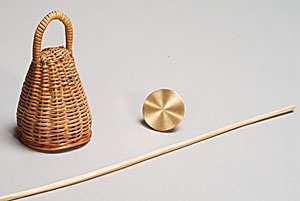
Caxixi, Dobrão e Baqueta

O caxixi é um instrumento idiofone do tipo chocalho, de origem africana. É um pequeno cesto de palha trançado, em forma de campânula, pode ter vários tamanhos e ser simples, duplo ou triplo; a abertura é fechada por uma rodela de cabaça (Cucurbita lagenária). Tem uma alça no vértice. Possui pedaços de acrílico, arroz, conchas ou sementes secas no interior para fazê-lo soar. 
Após sua introdução no Brasil foi usado como instrumento componente das rodas de capoeira, complementar ao berimbau.

## Histórico
Oriundo da região do Congo e Angola, era ali usado com funções religiosas, em rituais e cerimônias; o berço do caxixi foi o antigo Reino do Congo, com o povo bantu, onde recebem o nome de dikasá; musicalmente, têm a função de marcar o ritmo (como os chocalhos nas baterias das escolas de samba).
No Brasil, mais especificamente na Bahia, seu uso se associou ao berimbau nos toques da capoeira, em momento impreciso por falta de registros históricos: este uso conjunto do caxixi com o arco de corda (que em África possui várias conformações distintas do berimbau) não é conhecida.

## Toque com berimbau
A mão direita que segura a vareta entre o polegar e o indicador, segura também o Caxixi, com o médio e o anular, desta  maneira, cada pancada da vareta sobre a corda é acompanhada pelo som seco e vegetal do caxixi.

## Impacto cultural
Em 2013, por ocasião da Copa do Mundo FIFA de 2014, o caxixi foi usado como base para a criação do instrumento nativo oficial, dando origem à caxirola, nome derivado da junção de caxixi com castanhola. O instrumento foi apresentado pelo músico Carlinhos Brown após parceria com empresas que fabricaram o produto. Todavia, o produto derivado do caxixi foi proibido nos eventos esportivos para os quais foi proposta sua participação.
Na cidade baiana de Santo Amaro existe a "Feira do Caxixi".